# 巌如春
巌 如春（いわお じょしゅん、1868年（明治元年）−1940年（昭和15年）、石川県金沢市）は、石川県金沢市の風景を描いた絵師。

## 経歴
巌如春は、1868年（明治元年）に、金沢市竪町に生まれる。幼名は甚太郎。甚蔵の襲名である。宮嶋恒信の教えから数多き作品を残している。

## 作品
- 「昔の金沢」1932年（昭和7年）
- 「加賀藩年中行事絵図上・下」1932年（昭和7年）
- 「儀式風俗絵図」1933年（昭和8年）
- 「稿本金澤市史」市街編 大正5〜9年、学事編 大正7〜11年、社寺編 大正12年、風俗編 昭和2年